# Nodeland-Brennåsen
Nodeland-Brennåsen är en tätort i Kristiansands kommun i Agder fylke i södra Norge. Orten ligger där fylkesväg 461 möter fylkesväg 439, på norra sidan av Europaväg 39, väster om kommunens centralort Kristiansand. Den omfattar bebyggelse som tidigare har ingått i de båda tätorterna Nodeland respektive Brennåsen, varav den förstnämnda tidigare utgjorde centralort i dåvarande Songdalens kommun i Vest-Agder fylke.